# Otto Gollnhuber
Otto Josef Gollnhuber (* 9. Februar 1924 in Kapfenberg; † 24. Juni 1963 in Frohnleiten) war ein österreichischer Fußballspieler, der viele Jahre für die Kapfenberger SV bzw. deren Vorgängerverein Kapfenberger Sportclub aktiv war.

## Leben und Karriere
Otto Gollnhuber wurde am 9. Februar 1924 als uneheliches Kinder der Beamtentochter Katharina Gollnhuber (* 16. Februar 1904 in Kapfenberg; † 14. Februar 1975 ebenda) in Kapfenberg geboren und am 12. Februar 1924 auf den Namen Otto Josef getauft. Der Großvater war beruflich als Werksbeamter tätig und wirkte nebenbei als Beirat und Chronist des Männergesangsvereins der Kapfenberger Gußstahlfabrik. Er starb noch im Jahr der Geburt seines Enkels im Alter von 69 Jahren.
1937 schloss er sich dem damaligen Kapfenberger Sportclub an und war für diesen bereits in der Schülermannschaft am linken Flügel aktiv. Mit 15 Jahren schaffte er den Sprung in die Jugendmannschaft des Vereins und spielte zwei Jahre später bereits in der Kampfmannschaft. Mit dem Klub wurde er unter anderem 1942/43 steirischer Meister, nachdem die Kapfenberger im Finale die BSG Rosental mit einem Gesamtergebnis von 6:3 aus Hin- und Rückspiel bezwungen hatten. In der anschließenden Aufstiegsrunde belegte der Flügelspieler mit seinem Team den zweiten Platz hinter dem Niederdonau-Meister LSV Markersdorf an der Pielach und verpasste dadurch den Aufstieg in die Gauliga 1943/44. In der nachfolgenden Saison wurde er mit der Mannschaft steirischer Vizemeister hinter der Reichsbahn SG Graz und belegte er auch in den nachfolgenden Jahren immer einen Platz unter den ersten drei.
Trotz einer Verletzung, die er sich im Zuge des Zweiten Weltkriegs zugezogen hatte, begann Gollnhuber nach dem Krieg wieder mit dem Fußballspielen. Um das Jahr 1949 fiel Gollnhuber, der als Dreher bei Böhler arbeitete, aufgrund eines Beinbruchs einige Zeit verletzungsbedingt aus. Bis 1951 hatte es der als schnell und schusskräftig bezeichnete Spieler auf zusammengefasst über 20 Einsätze in der steirischen Auswahl, im österreichischen Nachwuchsteam und im B-Team gebracht. Laut einem Zeitungsbericht aus dem Jahr 1953 war er zu dieser Zeit bereits über 30 Mal in der steirischen Auswahl gestanden. Nach der Gründung der Kapfenberger Sportvereinigung, in der auch die Fußballabteilung Kapfenberger SV integriert war, kam er für ebendiese noch jahrelang zum Einsatz. Als Amateurspieler des Klubs nahm er Fußballturnier der Olympischen Sommerspiele 1952 in Helsinki teil, erzielte beim 4:3-Sieg im Achtelfinale über Finnland zwei Treffer und schied mit den Österreichern im anschließenden Viertelfinale mit 1:3 gegen Schweden aus. In diesem Jahr hatte er am 17. März in Kapfenberg eine Erika Hopfer standesamtlich geheiratet.
Sein Debüt in der österreichischen A-Nationalmannschaft bestritt Otto Gollnhuber am 20. März 1953 in Köln bei einem 0:0-Remis gegen Deutschland. Es folgten drei weitere Länderspiele: am 26. April 1953 in Budapest gegen Ungarn (Endstand 1:1), am 31. Oktober 1954 in Stockholm gegen Schweden (Endstand 1:2) und am 14. November 1954 in Budapest abermals gegen Ungarn (Endstand 1:4).
Am 24. Juni 1963 kam das damals 39-Jährige bei einem Verkehrsunfall im Gemeindegebiet von Frohnleiten ums Leben.